# Canábis em Portugal

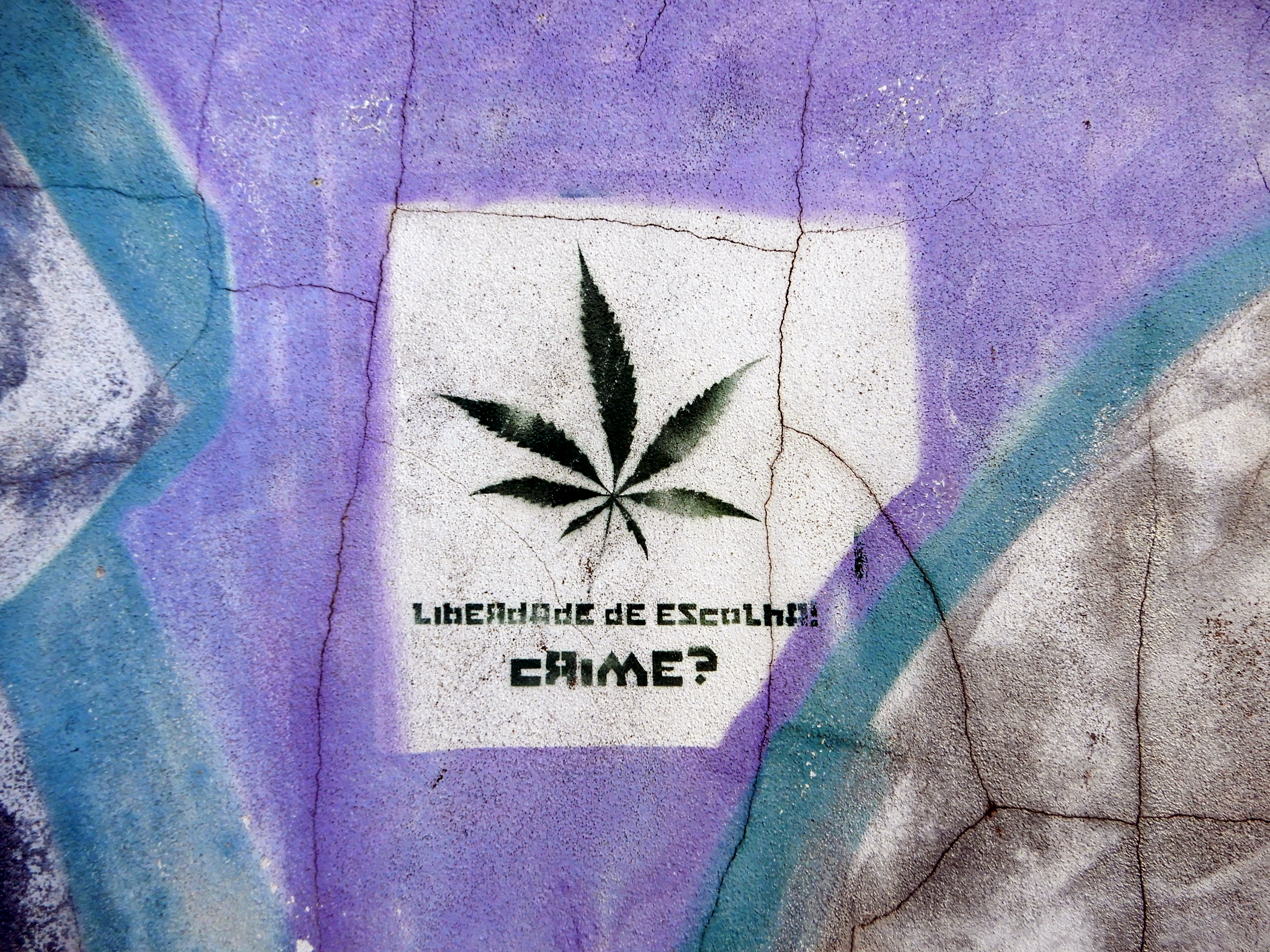
Grafito em Portugal contra a criminalização da canábis

A canábis em Portugal foi descriminalizada em 2001, quando a posse de todas as drogas ilícitas foi descriminalizada no país, sendo as sanções penais substituídas por sanções civis e programas de dissuasão.
A posse de canábis é punível como contraordenação, caso se destine a consumo pessoal, limitando-se a 25 g de flor, 2,5 g de canábis, 5 g de haxixe e 2,5 g de óleo de canábis. Os limites são definidos por dez doses diárias. Se forem excedidos, é considerado crime, podendo ser de consumo de droga ou tráfico de drogas.
O uso da canábis em Portugal foi descriminalizado a partir de 1 de julho de 2001, por lei aprovada pelo Parlamento. Até a lei ser aprovada, os usuários podiam ser condenados a penas de mais de um ano de prisão. Espanha e Itália foram os dois países europeus a descriminalizar o uso da marijuana antes de Portugal.

## História

### Império português

#### Goa
O Glossário Luso-asiático, de 1919, observou o uso de canábis na colónia portuguesa de Goa:
O bangue é formado por folhas secas e hastes tentras de cânhamo (Canabis sativa, Lin.) que se fumam o mascam e que embriaga como o ópio.

#### Brasil
A canábis terá sido introduzida no Brasil pelos portugueses, no início de 1800, com a possível intenção do cultivo do cânhamo. Os escravos deslocados de África estavam familiarizados com o consumo de canábis como psicoativo, levando o Conselho Municipal do Rio de Janeiro, em 1830, a proibir a introdução de canábis na cidade, e punir o seu uso por qualquer escravo.